# Kurt Grimlund
Kurt Valdemar Grimlund, född i Malmö 24 oktober 1910, död 25 maj 1986, var en svensk läkare. Han var industriläkare vid fabriken Husqvarna i Huskvarna. I början av 1960-talet klarlade han kopplingen mellan ett njutningsmedel, Hjortons pulver, som hade bred användning i Huskvarna, och hälsoskador som uremi och andra njursjukdomar. Upptäckten ledde till att preparatet kontrollerades och receptbelades, och sedermera förbjöds. På grund av sin upptäckt blev Grimlund 1978 medicine hedersdoktor vid Uppsala universitet.
Grimlund var även en hängiven trädgårdsodlare. Han donerade sin samling om drygt 500 arter och sorter till Huskvarna Trädgårdsförening.

## Biografi
Grimlund föddes 1910 i Malmö. Hans fader var disponenten Axel Grimlund och modern Agda Grimlund. 1929 tog han studentexamen i Ystad och 1932 en medicine kandidat vid Lunds universitet. 1937 tog han medicine licentiat vid samma lärosäte. Mellan 1942 och 1945 var han underläkare vid den medicinska avdelningen på Jönköpings lasarett och mellan 1945 och 1947 var han tillförordnad stadsläkare i Huskvarna stad. Från 1947 var han praktiserande läkare i Huskvarna, och från 1952 var han industriläkare vid Husqvarna Vapenfabriks AB. Han författade en rad skrifter i farmakologi och industrimedicin.

### Studie om Hjortons pulver
När Grimlund påbörjade sin tjänst på Husqvarna-fabriken upptäckte han att allt fler, inte minst av fabrikens arbetare, där användning av pulvret var utbrett, dog av njursvikt, utan att det fanns en tydlig förklaring till varför. I den internationella forskningen hade man under samma tidsperiod börjat finna tecken på att fenacetin eventuellt skulle kunna ha negativa hälsoeffekter, bland annat i USA och Schweiz, något som Grimlund hade uppmärksammat. Eftersom Grimlund visste om att fenacetinet var en av ingredienserna i det utbredda pulvret anade han att det kunde finnas ett samband.
Han kunde till slut koppla skadorna till pulvret, och presenterade sina slutsatser i doktorsavhandlingen Phenacetin and renal damage at a Swedish factory (1963). I avhandlingen påvisar han att det finns en förhöjd användning av fenacetin i Huskvarna jämfört med motsvarande andra svenska städer. Han påvisar också att det finns en korrelation mellan bruket av pulvret och dödsfall från njursjukdom och uremi, och slutligen således att det sker fler dödsfall av dessa orsaker i Huskvarna än i motsvarande svenska städer. Bland annat visar han hur dödligheten i uremi låg på 6,5% i Huskvarna under femtiotalet, att jämföra med 2% i Fagersta.
Slutligen lyckas han koppla dödsfallen till det i pulvret verksamma fenacetinet, bland annat genom att visa att 65% av de som var njursjuka också var brukare av Dr Hjortons pulver. När Grimlund lagt fram sin avhandling reagerade Medicinalstyrelsen, och 1961 receptbelades alla fenacetinpreparat. I Huskvarna ersattes i allt väsentligt det fenacetinbaserade preparatet med Koffazon, som innehöll koffein och fenazon men inget fenacetin. Grimlund blev 1978 medicine hedersdoktor vid Uppsala universitet på grund av sin upptäckt.
År 1983 togs fenacetinet bort över listan över lagliga läkemedel, eftersom det hade påvisats orsaka kronisk njursvikt.

## Privatliv
1939 gifte han sig med Harriet Dahlström. De fick två barn, födda 1941 och 1944. Grimlund var även intresserad av trädgårdsodling, och donerade sin växtsamling om drygt 500 arter och sorter till Huskvarna Trädgårdsförening vid Brunstorps Gård.